# Neusiß
Neusiß – dzielnica miasta Plaue w Niemczech, w kraju związkowym Turyngia, w powiecie Ilm. Do 31 grudnia 2018 samodzielna gmina wchodząca w skład wspólnoty administracyjnej Geratal.